# Lydia Kurgat
Lydia Kurgat Chepkorir (2 mei 1975) is een Keniaanse langeafstandsloopster, die gespecialiseerd is in de marathon. Ze won er zes, waarvan drie in Nederland.

## Loopbaan
Kurgat was erg actief in Nederland. Zo won zij de Jan Knijnenburgloop (2002), de Marquetteloop, een halve marathon (2010), tweemaal de marathon van Eindhoven (2007 en 2008) en eenmaal de marathon van Utrecht (2009).
In het buitenland won Kurgat in 2008 de marathon van Bonn en in 2011 de marathon van Ljubljana.

## Persoonlijke records
Baan
| Onderdeel      | Prestatie | Datum           | Plaats              |
| -------------- | --------- | --------------- | ------------------- |
| 3000 m         | 9.30,36   | 23 juli 2003    | Gent                |
| 2000 m steeple | 6.27,18   | 11 juni 2004    | Kapsabet            |
| 3000 m steeple | 10.01,75  | 6 augustus 2003 | Königs Wusterhausen |

Weg
| Onderdeel      | Prestatie | Datum           | Plaats    |
| -------------- | --------- | --------------- | --------- |
| 5 km           | 16.22     | 23 juni 2004    | Darmstadt |
| 10 km          | 33.01     | 7 juni 2009     | Groesbeek |
| 10 Eng. mijl   | 55.54     | 30 mei 2009     | Lelystad  |
| halve marathon | 1:12.54   | 13 juni 2009    | Zwolle    |
| marathon       | 2:31.26   | 11 oktober 2009 | Eindhoven |

## Palmares

### 3000 m
- 2003:  MTV Meet in Ingolstadt - 9.38,26
- 2003:  Flanders Cup in Gent - 9.30,36

### 5 km
- 2004:  Kaiserlautern City Lauf - 16.23,3
- 2005: 5e Kaiserlautern City Lauf - 16.47,2

### 10 km
- 2003: 5e Sport-Scheck Alsterlauf Hamburg - 34.17
- 2003:  Xantener Citylauf - 36.00
- 2004:  Pforzheimer Citylauf - 35.07
- 2004:  Gerolsteiner Stadtlauf - 35.51
- 2004:  CityLauf Rund um den Lambertusturm in Erkelenz - 37.04,4
- 2004:  Internationaler Konzer Citylauf - 37.04
- 2004: 4e Alsterlauf Hamburg - 35.18,3
- 2004:  Citylauf in Siegen - 36.42
- 2004:  Xantener Citylauf - 35.29
- 2004:  Strassenlauf Orenhofen - 35.57
- 2008:  Zwitserloot Dakrun in Groesbeek - 33.06,5
- 2009:  Zwitserloot Dakrun in Groesbeek - 33.01,0
- 2010: 4e Zwitserloot Dakrun in Groesbeek - 34.00
- 2016: 4e La Sport in Moirans - 39.44
- 2016: 4e Ville de Soissons - 38.37
- 2016: 5e Foulées Pantinoises - 39.42
- 2016: 4e Lons le Saunier - 39.16

### 15 km
- 2002:  Jan Knijnenburgloop - 55.06

### 10 Eng. mijl
- 2009:  Zeebodemloop in Lelystad - 55.54

### 20 km
- 2013:  La Ronde Ceretane - 1:15.48

### halve marathon
- 2002:  halve marathon van Groningen - 1:15.03
- 2003:  Trierer Stadtlauf - 1:18.22
- 2004:  halve marathon van Hamburg - 1:16.37
- 2007:  halve marathon van Williamsburg - 1:20.29
- 2008:  halve marathon van Zwolle - 1:13.11
- 2009:  halve marathon van Zwolle - 1:12.54
- 2009:  halve marathon van Hamburg - 1:15.23
- 2010:  Marquetteloop - 1:16.14
- 2013:  halve marathon van Bolbec - 1:19.01

### marathon
- 2006:  marathon van Lausanne - 2:48.03,6
- 2006:  marathon van Kisumu - 2:40.45
- 2007: 4e marathon van Louisville - 3:04.02
- 2007:  marathon van Eindhoven - 2:39.27
- 2008:  marathon van Bonn - 2:37.18
- 2008:  marathon van Eindhoven - 2:33.39
- 2009: 6e marathon van Moshi - 2:57.22
- 2009:  marathon van Utrecht - 2:34.28
- 2009:  marathon van Eindhoven - 2:31.26
- 2010: 5e marathon van Houston - 2:36.14
- 2010: 4e marathon van Casablanca - 2:37.24
- 2011:  marathon van Ljubljana - 2:33.01
- 2012: 4e marathon van Utrecht - 2:40.12
- 2012:  marathon van Rennes - 2:44.21
- 2013:  marathon van Keulen - 2:48.15
- 2013: 5e marathon van Val de Reuil - 3:09.57
- 2016:  marathon van Saint Dizier - 3:10.39